# Oberon (Dakota Północna)
Oberon – miasto w Stanach Zjednoczonych, w stanie Dakota Północna, w hrabstwie Benson.